# 이동원 (2002년)
이동원(李東洹, 2002년 10월 30일 ~ )은 대한민국의 축구 선수이다. 포지션은 중앙 미드필더, 왼쪽 윙어, 왼쪽 풀백이다. 현재 충북 청주 소속이다.